# Casas de Reina
Casas de Reina es un municipio español, perteneciente a la provincia de Badajoz (comunidad autónoma de Extremadura). Su nombre original era Casas de la Reina o Reyna  pero fue acortándose con el tiempo.

## Situación
Integrado en la comarca de Campiña Sur, se sitúa a 136 kilómetros de Badajoz. El término municipal está atravesado por la carretera nacional N-432, entre los pK 121 y 124, por la carretera autonómica EX-200, que conecta con Llerena y Reina, y por carreteras locales que permiten la comunicación con Ahillones y Trasierra. El relieve del municipio es predominantemente llano, salvo por el sur, donde la sierra de Las Casas hace de límite natural con Trasierra. La altitud oscila entre los 841 metros al sur (sierra de Las Casas) y los 550 metros al norte, a orillas de un arroyo. El pueblo se alza a 630 metros sobre el nivel del mar. 
| Noroeste: Llerena   | Norte: Higuera de Llerena        | Nordeste: Berlanga                   |
| Oeste: Llerena      |                                  | Este: Ahillones (exclave) y Berlanga |
| Suroeste: Trasierra | Sur: Trasierra y Reina (Badajoz) | Sureste: Reina (Badajoz)             |

## Historia
Los primeros restos arqueológicos hallados en el municipio se remontan al paleolítico, sin embargo su mayor apogeo histórico se dio en época de la dominación romana. En el término municipal de Casas de la Reina, a 1500 m de la población, se halla la que fue la ciudad de Regina Turdulorum. La ciudad se fundó en torno al siglo I, resultado de la unificación de diversos núcleos de población de los que el más importante se ubicó en el cerro de la Alcazaba de Reina. 
Los motivos de la creación de la ciudad estuvieron íntimamente ligados a razones económicas: abundancia de minas, buenos terrenos agrícolas, zonas boscosas y abundancia de agua. La población se localiza en el eje de los viejos itinerarios y calzadas que unían Corduba e Hispalis con Augusta Emerita, lo que vivificó la población a lo largo de los siglos. Por diversos autores antiguos, entre ellos el naturalista Plinio el Viejo, sabemos que la ciudad y su territorio formaron parte de la antigua demarcación geográfica denominado Baeturia Turdulorum, la que más tarde ocupó el Conventus Cordubensis. Gracias a datos de las excavaciones se conoce que algunos de sus habitantes eran de Italia o incluso de Oriente, quienes rindieron culto a las divinidades oficiales del Estado, a las orientales y a los dioses locales.

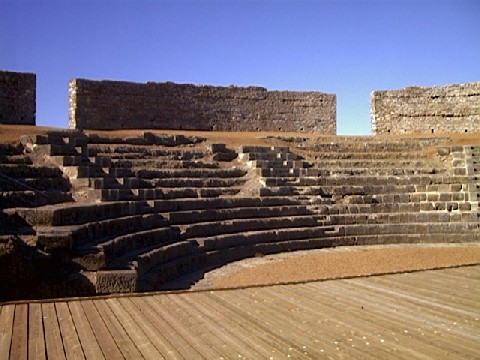
Teatro romano de Regina.

La república reginensis recibió la organización política romana en época de la Dinastía Flavia, y la administración romana tuvo muy en cuenta a sus naturales desde el periodo anterior de los gobiernos de Claudio y Nerón, a los que dotó de todos los servicios y comodidades de la época. Regina es citada por última vez en las Actas del II Concilio Hispalense en el año 619, presidido por San Isidoro, en el que se dirimió un pleito entre ésta y Celti (Peñaflor) por la jurisdicción de una basílica.
La fecha exacta de la fundación se desconoce pero debió ser en época de Augusto, y probablemente relacionada con la minería de la zona. Su abandono pudo ocurrir con motivo de las convulsiones que se producen a raíz de la dominación árabe y la población resultante pasaría a ocupar nuevamente las alturas del cerro donde se levantó la referida Alcazaba de Reina.
Tras la Reconquista, Casas de Reina constituyó una de las siete villas comuneras de la encomienda de Reina, en las que se encontraban incluidas sus rentas, perteneciendo a la Orden de Santiago junto a las también poblaciones pacenses de Reina y Trasierra. En 1594 Casas de Reyna formaba parte de la provincia León de la Orden de Santiago y contaba con 181 vecinos pecheros.
A la caída del Antiguo Régimen la localidad, entonces conocida también como Las Casas, se constituye en municipio constitucional en la región de Extremadura. Desde 1834 quedó integrado en el partido judicial de Llerena. En el censo de 1842 contaba con 123 hogares y 480 vecinos.
Casas de Reina es localidad de paso del Camino de la Frontera hacia Santiago de Compostela.

## Demografía
Casas de Reina cuenta con una población de 207 habitantes (INE 2024).
| Gráfica de evolución demográfica de Casas de Reina entre 1842 y 2021 |
| |
| Población de derecho según los censos de población del INE. Población de hecho según los censos de población del INE.En estos censos se denominaba Casas de Reina o Las Casas: 1842, 1930, 1940, 1950, 1960 y 1970. |

## Patrimonio

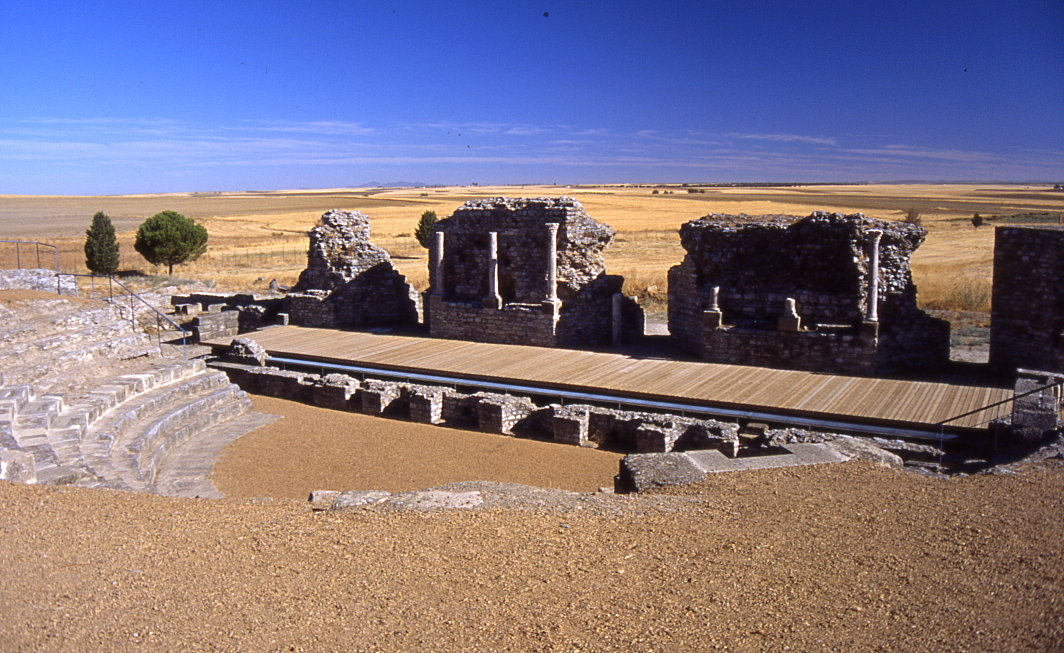
El teatro romano de Regina Turdulorum.

En el municipio destaca el ya mencionado yacimiento arqueológico de Regina Turdulorum, donde se puede apreciar el foro y en el que destaca un teatro romano bien conservado.
Iglesia parroquial católica bajo la advocación de Santiago Apóstol, en la archidiócesis de Mérida-Badajoz. De época posterior es esta edificación, obra gótico mudéjar del siglo XV con destacada torre fachada, de mampostería en el cuerpo inferior y ladrillo aplantillado en el superior. Al interior presenta bóveda de crucería y algunas capillas decoradas con pinturas. El oratorio, también decorado con pinturas y blasón en la puerta, correspondiente al antiguo convento de las Trinitarias.

## Fiestas locales
- El 4 de mayo se celebran la fiesta del Rayo.
- El 10 de agosto se celebran las fiestas de San Lorenzo.